# NGC 3207
NGC 3207 (również PGC 30267 lub UGC 5587) – galaktyka spiralna (S?), znajdująca się w gwiazdozbiorze Wielkiej Niedźwiedzicy. Odkrył ją William Herschel 3 lutego 1788 roku. Jest to galaktyka z aktywnym jądrem typu LINER.